# Блайндботель
Блайндботель (англ. Blindbothel) —  деревня и община в округе Олердейл в Камбрии, Англия. По данным переписи 2011 года,  население составляет 174 человека. К востоку от Блайндботеля протекает река Кокер, впадающая в Кокермут.

## Население
На приведенном ниже графике показано изменение общей численности населения в Блайндботеле с 1891 по 2011 год. Общая численность населения постепенно увеличивалась с течением времени, однако в 1951 году произошел резкий скачок численности населения, которое составило 200 человек. Из четырех гражданских общин: Баттермер, Лортон и Лоусуотер, Блайндботель имеет наименьшее население, так как земля в основном используется в сельском хозяйстве.
Плотность населения Блайндботеля в 2011 году составляла 0,1 человек на гектар. данные переписи 2011 года показывают, что средний возраст жителей общины 43,7 лет. Большинство жителей находится в возрастной группе 45-59 лет. Из этого можно сделать вывод, что в Блайндботеле живут в основном пожилые люди. На  2011 год в деревне проживал 91 мужчина и 83 женщины.

## Образование
Eaglesfield Paddle C. E. Primary Academy - единственная школа в Блайндботеле, по данным переписи 2011 года, в Блиндботеле проживало 4 школьника, поэтому спрос на учебные заведения там невелик.

## Промышленность
В 1881 году большинство трудоспособных мужчин занимались сельском хозяйством, в то время как женщины были либо домохозяйками, либо не имели определенного рода занятий. Земля используется в основном для сельского хозяйства, и даже сейчас в Блайндботеле малая доля работников занята в сфере услуг. На пенсии находится 23 человека.